# 4172 Rochefort
4172 Rochefort (1982 FC3) là một tiểu hành tinh vành đai chính được phát hiện ngày 20 tháng 3 năm 1982 bởi Henri Debehogne ở La Silla.